# ÜBCHI
ÜBCHI (von den Franzosen auch bezeichnet als UBCHI) war eine Handschlüsselmethode, die das Kaiserliche Heer zu Beginn des Ersten Weltkriegs benutzte, um geheime militärische Nachrichten mittels drahtloser Telegrafie zu übermitteln. Das Verfahren basiert auf einer doppelten Spaltentransposition unter Verwendung eines einzigen Kennworts.

## Geschichte
Diese Verschlüsselungsmethode benutzten die Deutschen bereits seit 1912 übungshalber, beispielsweise in Manövern, und verwendeten sie auch während der ersten Monate des Krieges weiter. Dabei handelte es sich um eine doppelte Spaltentransposition mit einem einzigen Kennwort, auch als „Doppelwürfel“ bezeichnet. In der Vorkriegszeit wurden vor die verschlüsselten Übungsfunksprüche als Kennung die fünf Buchstaben ÜBCHI als Abkürzung für „Übungs-Chiffre“ gesetzt. Die Funkmeldungen, die auf französischer Seite abgefangen wurden, dienten auch dort als Übungsfunksprüche. Die Franzosen benannten die deutsche Chiffre nach den fünf Kennbuchstaben als le chiffrement UBCHI. Die französischen Kryptoanalytiker nutzten die Zeit vor dem Krieg zur Übung und waren zu Beginn des Weltkriegs mit dem deutschen Verfahren, den Gepflogenheiten der Funker und der militärischen Terminologie gut vertraut und so in der Lage, die deutschen Funksprüche zu entziffern. Nachdem der deutsche Generalstab über Zeitungsmeldungen, wie beispielsweise im Le Matin, erfahren hatte, dass ihr Doppelwürfelverfahren vom Feind geknackt wurde, entschloss man sich hastig zu einer radikalen Änderung der Methode und ersetzte das alte Verfahren am 18. November 1914 durch die neue ABC-Chiffre, die bis Mai 1915, also etwa ein halbes Jahr lang, verwendet wurde.

## Verfahren
Das Verschlüsselungsverfahren basiert auf dem bekannten Doppelwürfel und verwendete nur ein einziges Kennwort gleichermaßen für beide Stufen der Transposition. Beim Spaltentranspositionsverfahren benutzt man generell eine rechteckförmige Anordnung, auch als Matrix bezeichnet, bestehend aus mehreren Zeilen (so viele, wie nötig sind, um den Klartext einzutragen) und einer durch das Schlüsselwort vorgegebenen Anzahl von Spalten. Die Spaltenanzahl entspricht dabei der Anzahl der Buchstaben des Schlüsselworts. Der Klartext wird zeilenweise in die Matrix eingetragen. Als Zwischentext werden die einzelnen Buchstaben spaltenweise aus der Matrix ausgelesen, wobei die Reihenfolge des Auslesens der Spalten durch die alphabetische Reihenfolge der Buchstaben des Schlüsselworts bestimmt wird. Im zweiten Verfahrensschritt wird der Zwischentext erneut zeilenweise in die Matrix eingetragen und noch einmal entsprechend der Buchstabenreihenfolge des Kennworts spaltenweise ausgelesen. Dies ergibt eine weitere „Verwürfelung“ des Textes. Das Ergebnis ist der Geheimtext, der anschließend per Funk im Morsecode übermittelt wurde.
Deutlich sicherer, aber auch etwas komplizierter in der Handhabung, wäre es gewesen, nicht nur ein einziges Kennwort für beide Stufen der Transposition zu verwenden, sondern zwei verschiedene Kennwörter zu benutzen, also für jede der beiden Transpositionsstufen ein eigenes und auch in der Länge unterschiedliches Kennwort. Auch hätten die Kennwörter mindestens täglich gewechselt werden müssen, noch besser verwendet man individuelle für jeden einzelnen Funkspruch. Tatsächlich benutzten die Deutschen ihr Kennwort volle acht bis zehn Tage lang einheitlich an der gesamten Westfront – ein Fehler, der ÜBCHI zur leichten Beute für die französischen Codeknacker machte.

## Entschlüsselung
Auf der Empfangsseite wurden die aufgenommenen Morsezeichen als Buchstaben spaltenweise in ein Rechteck mit bekannter Breite eingetragen. Da der Empfänger wie der Absender im Besitz des als geheimer Schlüssel dienenden Kennworts war, kannte er aus der Länge des Kennworts die benötigte Breite des Rechtecks. Die Spalten wurden nicht von links nach rechts, sondern in der durch die alphabetische Reihenfolge der Buchstaben des Kennworts vorgegebenen Reihenfolge gefüllt, wobei die Länge der Spalten, also die Höhe des Rechtecks, durch Division der Länge des Funkspruchs durch die Länge des Kennworts und gegebenenfalls Aufrunden auf die nächste natürliche Zahl bestimmt wurde. Anschließend wurde der spaltenweise eingetragene Geheimtext zeilenweise ausgelesen und man erhielt den ursprünglichen Zwischentext wieder zurück. Der Zwischentext wurde erneut, wie oben für den Geheimtext beschrieben, spaltenweise in die Matrix eingetragen und wieder zeilenweise ausgelesen. Damit war die ursprüngliche Verschlüsselung rückgängig gemacht und der Klartext lag vor.

## Entzifferung
Den französischen Kryptoanalytikern um Georges Painvin gelang die Kryptanalyse und die häufige Entzifferung des Verfahrens vor allem aufgrund des deutschen Fehlers, nur ein einziges Kennwort zu benutzen und dies für viele Tage einheitlich an der gesamten Westfront zu benutzen. So verfügten die Franzosen über viele Dutzende, wenn nicht Hunderte deutsche Funksprüche, die mit demselben Schlüssel verschlüsselt waren. Unter diesen befanden sich naturgemäß auch einige mit identischer Länge. Dies erlaubte ihnen den Einbruch und ab Oktober 1914 die Lösung in das prinzipiell nicht einfach zu knackende Verfahren. Dazu verwendeten sie auch die kryptanalytische Methode der multiplen Anagrammierung. Ein weiterer Fehler der Deutschen war ihre Vorliebe zu pathetischen Kennwörtern wie „KampfundSieg“ oder „MagdeburganderElbe“, die für die Franzosen leicht zu erraten waren.